# Cimetière de guerre de Sai Wan
 (décembre 2020).
Le contenu est difficilement compréhensible vu les erreurs de traduction, qui sont peut-être dues à l'utilisation d'un logiciel de traduction automatique.
Le cimetière de guerre de Sai Wan (西灣國殤紀念墳場) est un cimetière militaire situé dans le quartier de Chai Wan (en) (anciennement appelé Sai Wan) à Hong Kong et destiné dès son ouverture en 1946 à accueillir les soldats de la garnison de Hong Kong tombés pendant les deux guerres mondiales. Selon la commission des tombes de guerre du Commonwealth, les plaques et tombes de 914 soldats d'Inde britannique sont regroupés dans 3 lieux commémoratifs du complexe : 104 soldats sur les pentes du cimetière, 287 au mémorial de Sai Wan tandis que les 118 restants, dont les restes ont été incinérés selon les coutumes religieuses, ont leurs noms inscrits sur des plaques commémoratives au mémorial de la crémation. Le cimetière contient également les tombes de 228 Canadiens.
Son concepteur est l'architecte britannique Colin St Clair Oakes (en), spécialisé dans les cimetières et mémoriaux.

## Contexte
Le 8 décembre 1941, moins de huit heures après l'attaque sur Pearl Harbor, les forces japonaises lancent une attaque sur Hong Kong, alors colonie de la Couronne britannique. Ce moment inaugure un épisode peu connu de la Seconde Guerre mondiale lorsque les forces alliées - principalement britanniques, indiennes et canadiennes - commencent la défense perdue d'avance de Hong Kong. Les archives indiquent aujourd'hui que le territoire avait été jugé militairement non défendable par le bureau de la Guerre. Malgré cela, la garnison reçut l'ordre de mettre en place une solide résistance et six bataillons d'infanterie furent chargés de la défense de Hong Kong. Plusieurs sites comme la redoute de Shing Mun le long de la ligne Gin Drinkers, la Wong Nai Chung Gap, le mont Butler (en), les côtes du Lei Yue Mun (en), Devil's Peak et le fort de Stanley sont le théâtre de féroces combats qui entraînent d'importantes pertes chez les troupes alliées.
Les forces japonaises arrivent de Shenzhen, traversent facilement la rivière Sham Chun, et entrent sur le territoire depuis le continent au nord. Les trois bataillons de l'armée britannique stationnés derrière la ligne Gin Drinkers sont le 2e bataillon des Royal Scots à l'ouest, le 2e bataillon du 14e régiment Punjab (2/14e) au centre et le 5 bataillon du 7e régiment de Rajput à l'est (5/7e).
Le 5/7e Rajput de l'armée indienne subit les pertes les plus lourdes, parmi tous les bataillons de défense : 156 tués au combat ou morts de leurs blessures, 113 disparus et 193 blessés.
Le 2/14e Pendjab de l'armée indienne subit également de lourdes pertes : 55 morts au combat ou des suites de blessures, 69 disparus et 161 blessés.
L'artillerie royale de Hong Kong et de Singapour, composée en partie de troupes indiennes, subit également de lourdes pertes, commémorée par des noms inscrits sur des panneaux à l'entrée du cimetière : 144 tués, 45 disparus et 103 blessés.
Des batailles intenses ont lieu sur l'île de Hong Kong jusqu'à ce que les Britanniques se rendent le jour de Noël. La reddition marque le début de l'occupation japonaise de Hong Kong qui dure jusqu'à ce que les Japonais se rendent sans condition trois ans plus tard.
Les pertes sont lourdes parmi les forces de défense pendant la bataille, et beaucoup de soldats prisonniers succombent à la maladie, à la noyade, aux mauvais traitements ou aux exécutions pendant leur longue captivité à Hong Kong et au Japon, et dans le transport entre les deux.
La majorité des soldats alliés décédés dans la ville, y compris des soldats britanniques, canadiens et indiens, ont finalement été inhumés au cimetière militaire de Sai Wan. Un total de 1 528 soldats, principalement du Commonwealth, sont commémorés sur le site. La plupart des sépultures restantes sont situées au cimetière militaire de Stanley.

## Localisation

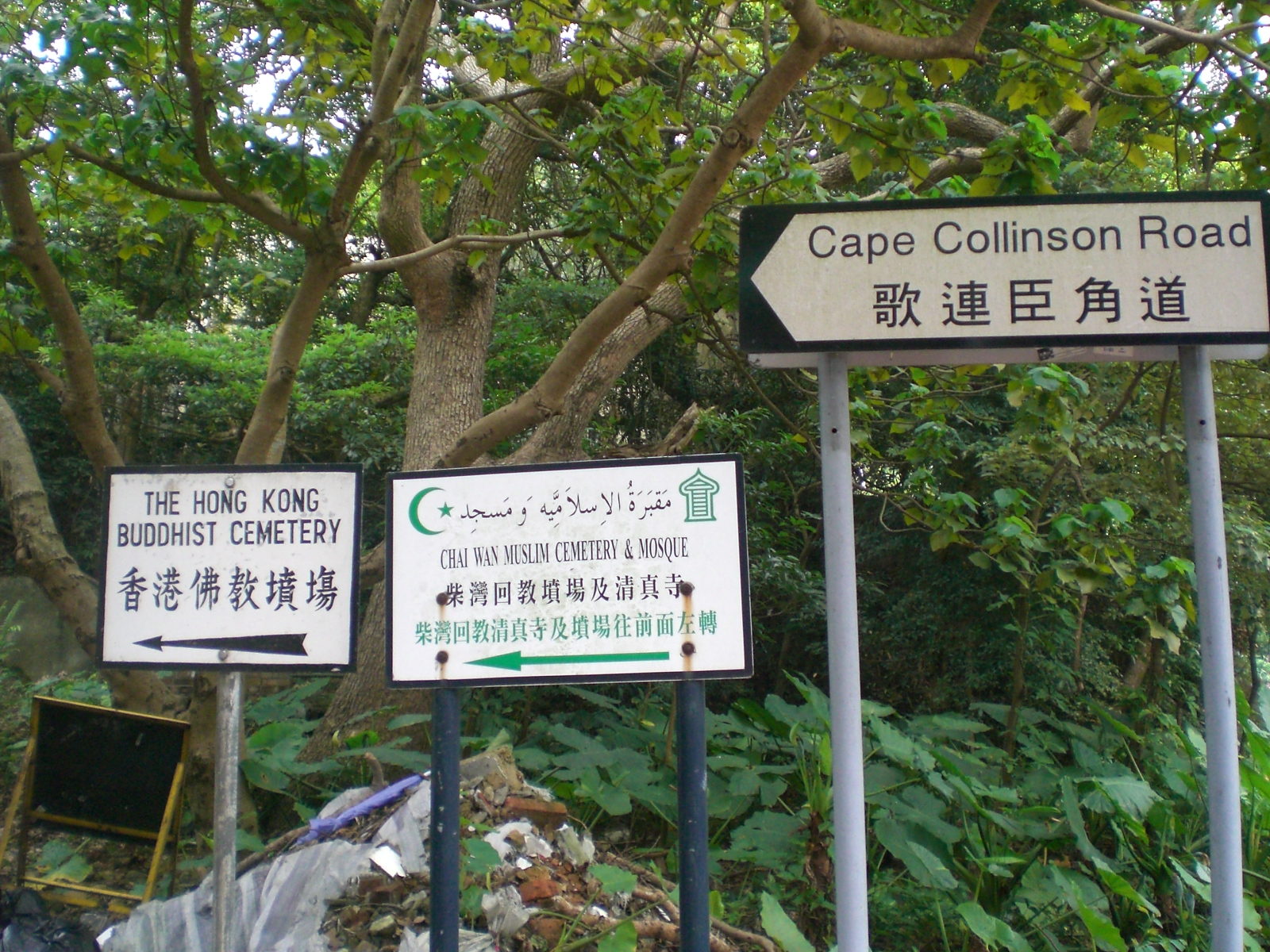
Panneaux sur Cape Collinson Road indiquant la direction des cimetières.

Le cimetière est situé sur le versant ouest du pic Pottinger, à l'angle nord-est de l'île de Hong Kong. Le site du cimetière est situé à mi-hauteur sur le côté nord du mont Collinson sur Cape Collinson (en) Road. Le site, qui descend progressivement vers la mer, offre une vue magnifique sur le port du Lei Yue Mun (en). Incidemment, Lei Yue Mun est l'endroit où les Japonais avaient traversé dans la soirée du 18 décembre et avaient débarqué sur l'île de Hong Kong. Cette même nuit, 20 artilleurs de la batterie de Sai Wan avaient été massacrés.
Aujourd'hui, la vue sur le port est obstruée par les gratte-ciel résidentiels de Chai Wan, et Kowloon n'est visible que par temps clair. La zone compte également quelques autres cimetières. Le cimetière catholique de la Sainte-Croix, le cimetière militaire de Hong Kong et les cimetières musulman et bouddhiste de Cape Collinson sont accessibles à pied les uns des autres. Plus à l'est, à quelques centaines de mètres, du côté du pic Pottinger, se trouve le plus grand cimetière permanent chinois de Cape Collinson.

## Le cimetière

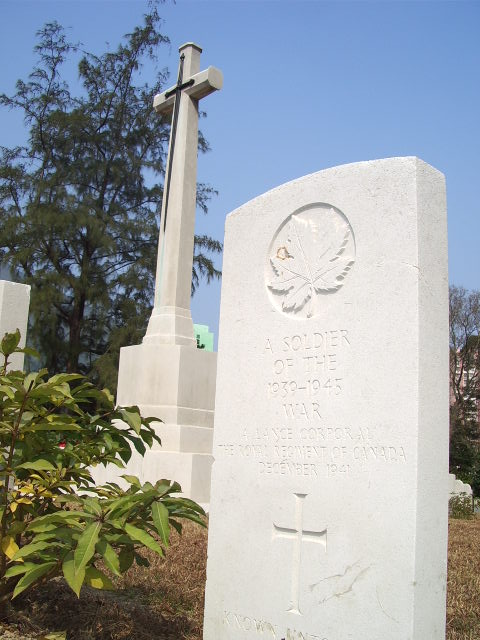
L'une des 444 sépultures non identifiées du cimetière, dont 118 sont indiennes et 107 canadiennes.

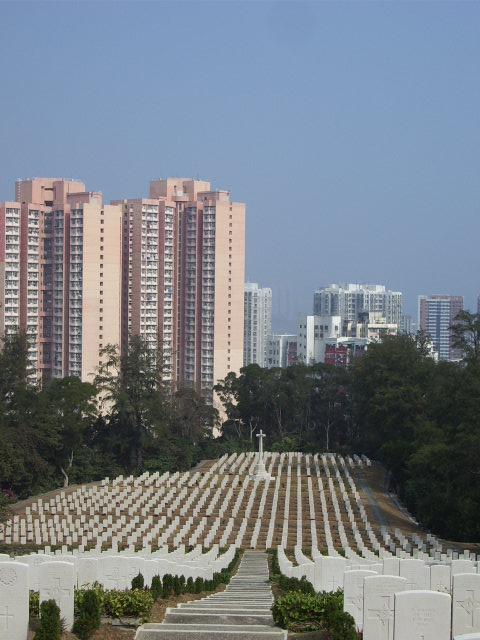
Disposition du cimetière de guerre de Sai Wan.

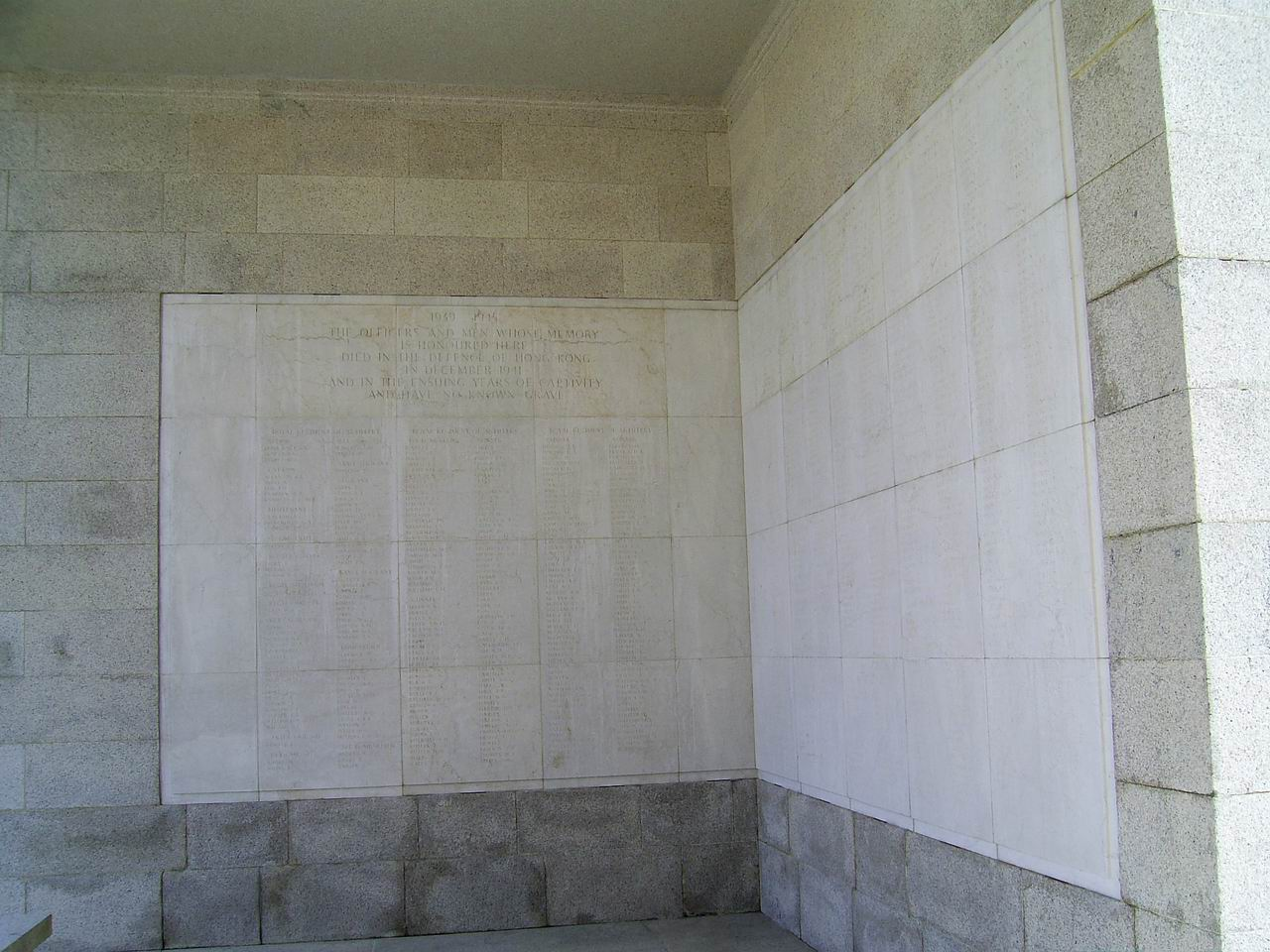
Panneaux commémoratifs au cimetière.

Le cimetière est construit en 1946 et est maintenant l'un des nombreux entretenus par la commission des tombes de guerre du Commonwealth depuis la location du terrain en 1953. Une salle commémorative à l'entrée du cimetière porte des panneaux avec les noms de plus de 2 000 militaires du Commonwealth décédés lors de la bataille de Hong Kong ou par la suite en captivité et ceux qui n'ont pas de tombe connue. Des panneaux supplémentaires forment le mémorial de la crémation portant les noms de 144 victimes de l'armée indienne britannique dont les restes ont été incinérés conformément à leur foi. En outre, le mémorial de Sai Wan (Chine) commémorant 72 victimes des deux guerres mondiales dont les tombes en Chine continentale n'ont pas pu être entretenues se trouve dans la salle commémorative. Vingt soldats locaux et huit civils sont également enterrés dans le cimetière. Une plaque expliquant la bataille et les avancées des armées donne aux visiteurs un aperçu de l'étendue de la campagne.
La disposition physique du cimetière sur la pente du mont Collinson comprend des tombes britanniques au plus haut niveau, des tombes canadiennes et hollandaises au milieu et des tombes indiennes dans la partie inférieure de la pente. Les tombes de soldats indiens morts durant la Seconde Guerre mondiale ont été déplacées depuis les cimetières de Kowloon.
Les tombes de guerre sont marquées de pierres tombales verticales en granit blanc représentant l'insigne du régiment ou du service approprié. Le cimetière est entouré d'un mur d'arbustes à fleurs et de buissons. Des fossés de drainage des eaux pluviales longent les deux côtés du cimetière de haut en bas. Un autel du souvenir, portant les paroles du Siracide « Leur nom vit pour toujours » (Their name liveth for evermore) marque le haut de la volée de marches de pierre menant dans une allée centrale vers la croix du Sacrifice. Le cimetière et le mémorial ont été conçus par Colin St Clair Oakes (en).
Outre ceux qui sont morts pour défendre Hong Kong, les restes de prisonniers morts à Taïwan ont également été amenés à Sai Wan pour être inhumés. Il y a maintenant 1 528 victimes de la Seconde Guerre mondiale enterrées ou commémorées au cimetière de guerre de Sai Wan, dont 444 de sépultures sans noms. Ces non identifiés sont marqués de l'inscription « Connu de Dieu » (Known Unto God). En outre, il y a des monuments commémoratifs spéciaux de 16 victimes de la Seconde Guerre mondiale enterrés dans un cimetière musulman de Kowloon dont les tombes ont été perdues. Il existe également 77 tombes de guerre d'autres nationalités de cette période, dont la majorité sont néerlandaises. Le cimetière contient également des mémoriaux spéciaux de 12 tombes de la Première Guerre mondiale et 28 de la Seconde qui étaient auparavant dans deux cimetières musulmans (le cimetière musulman numéro 3 de Ho Man Tin (zh) et le cimetière Mohammeden à Ta Sek Ku près de Mong Kok) dont les tombes ont depuis été perdues en raison du réaménagement urbain.

## Tombes notables

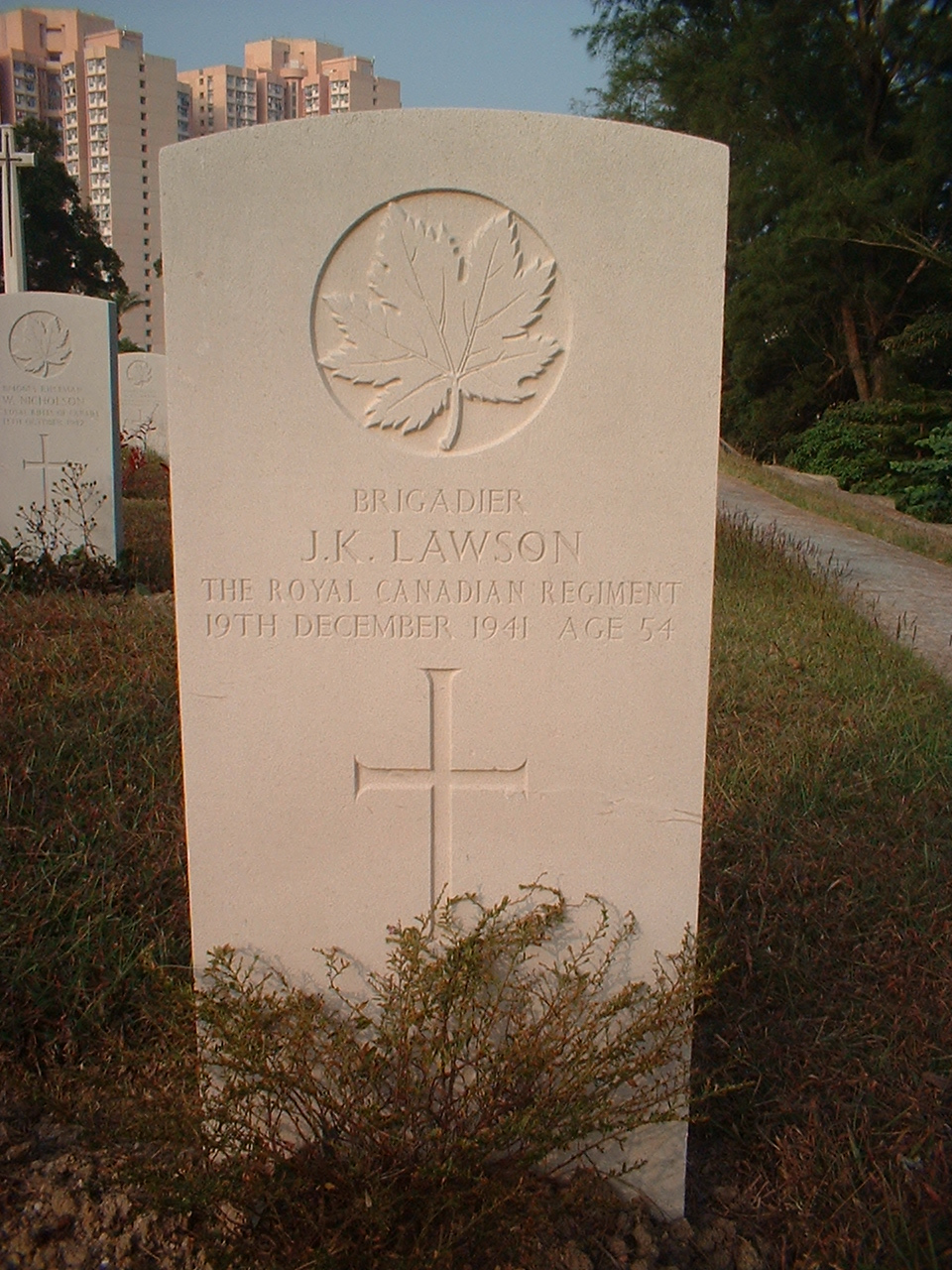
La pierre tombale du brigadier John K. Lawson.

Environ 280 militaires venaient du Canada, comme le brigadier John K. Lawson. Il s'agit de l'officier le plus haut gradé à être tué au cours de la défense de Hong Kong, ses restes ont été à l'origine enterrés par les Japonais à la trouée de Wong Nai Chung pendant l'occupation, mais ont plus tard été ré-inhumés au cimetière. Deux major-généraux, Lancelot Ernest Dennys et Merton Beckwith-Smith, sont également enterrés dans ce cimetière.
Le sergent-major de compagnie John Robert Osborn, récipiendaire de la Croix de Victoria pour la défense de Hong Kong, n'a pas de tombe dans ce cimetière, mais son nom est gravé dans la salle commémorative.

## Galerie

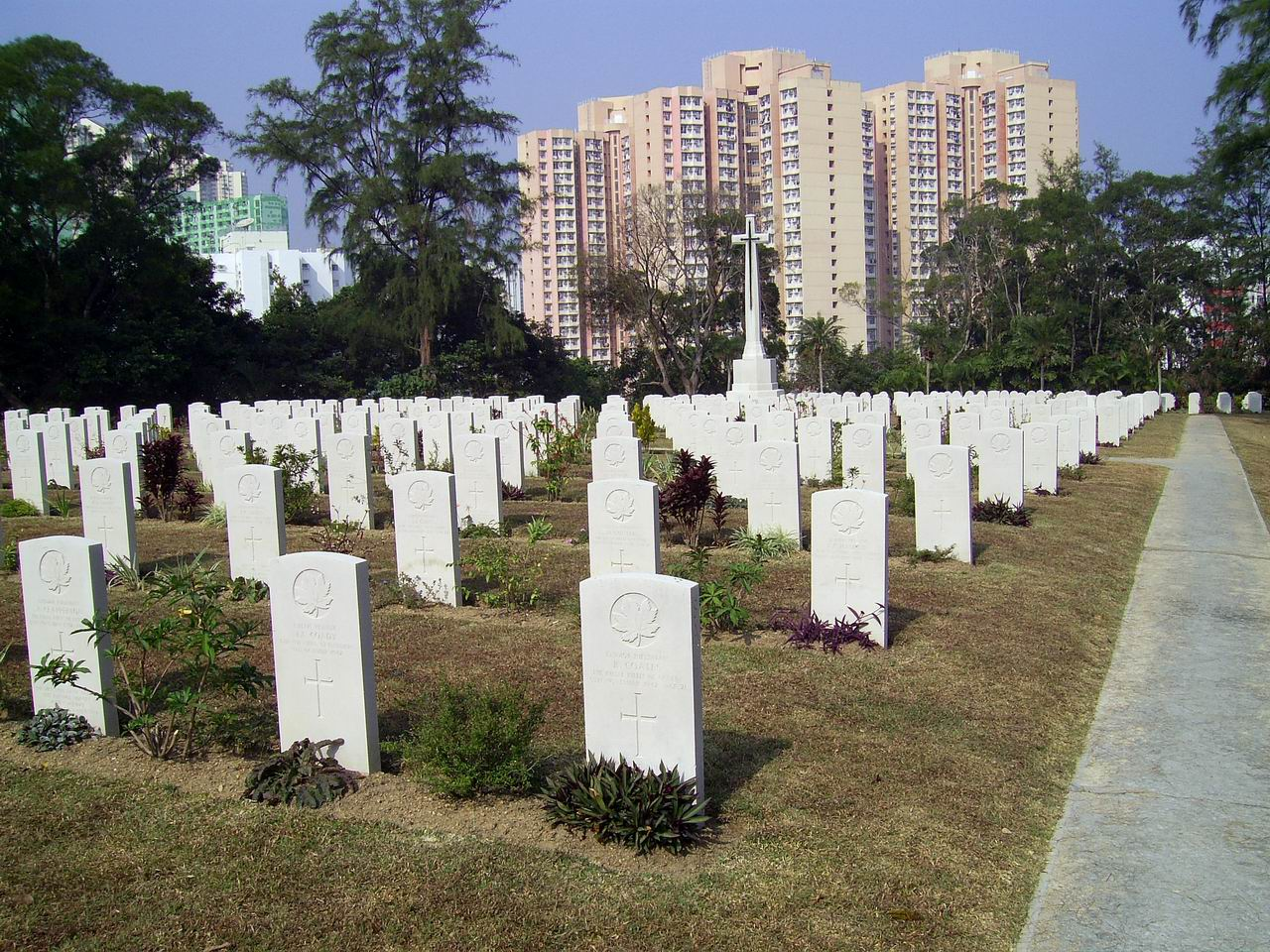
Pierres tombales de soldats canadiens.
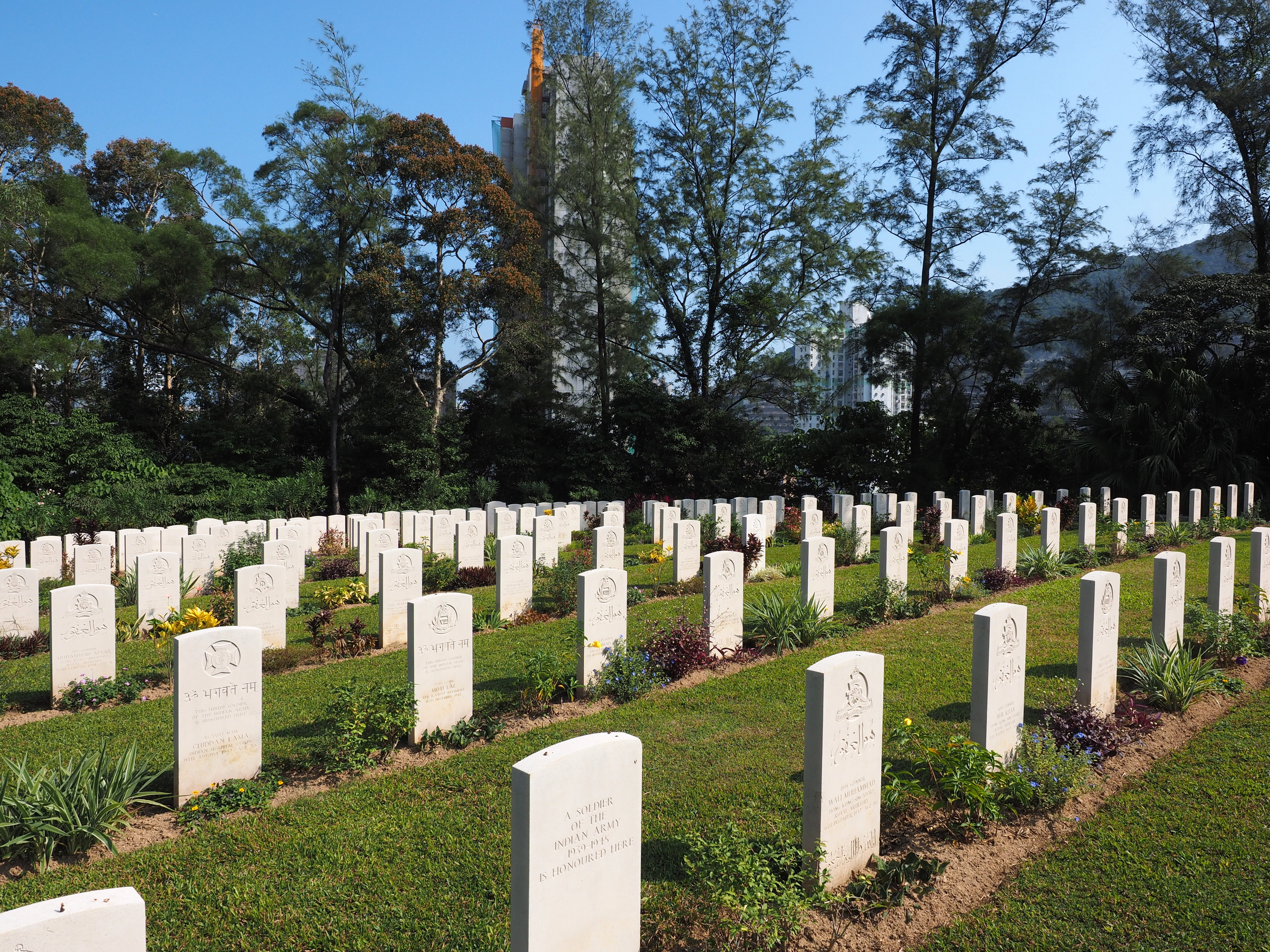
Pierres tombales de soldats indiens.
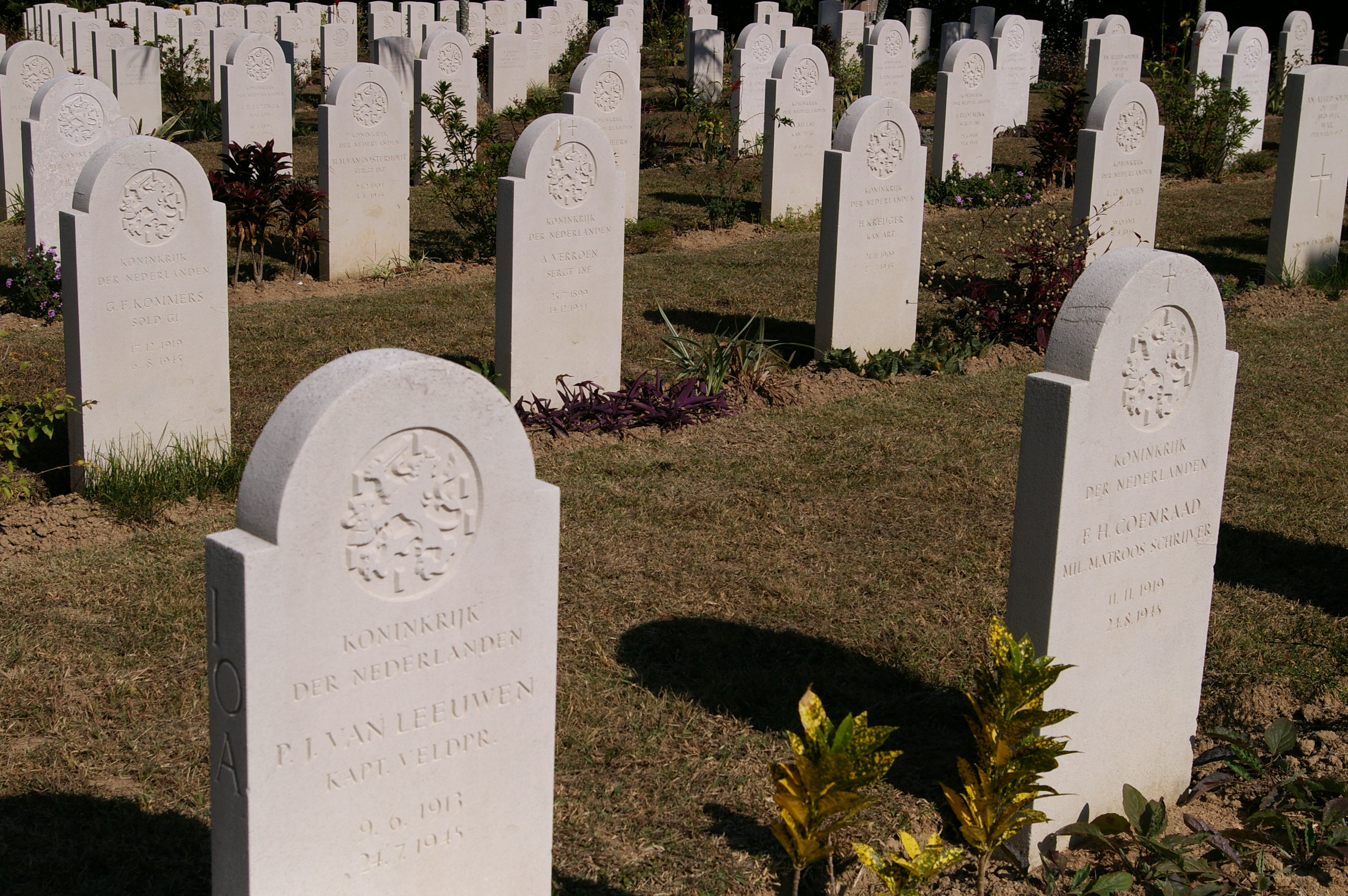
Pierres tombales de soldats néerlandais.
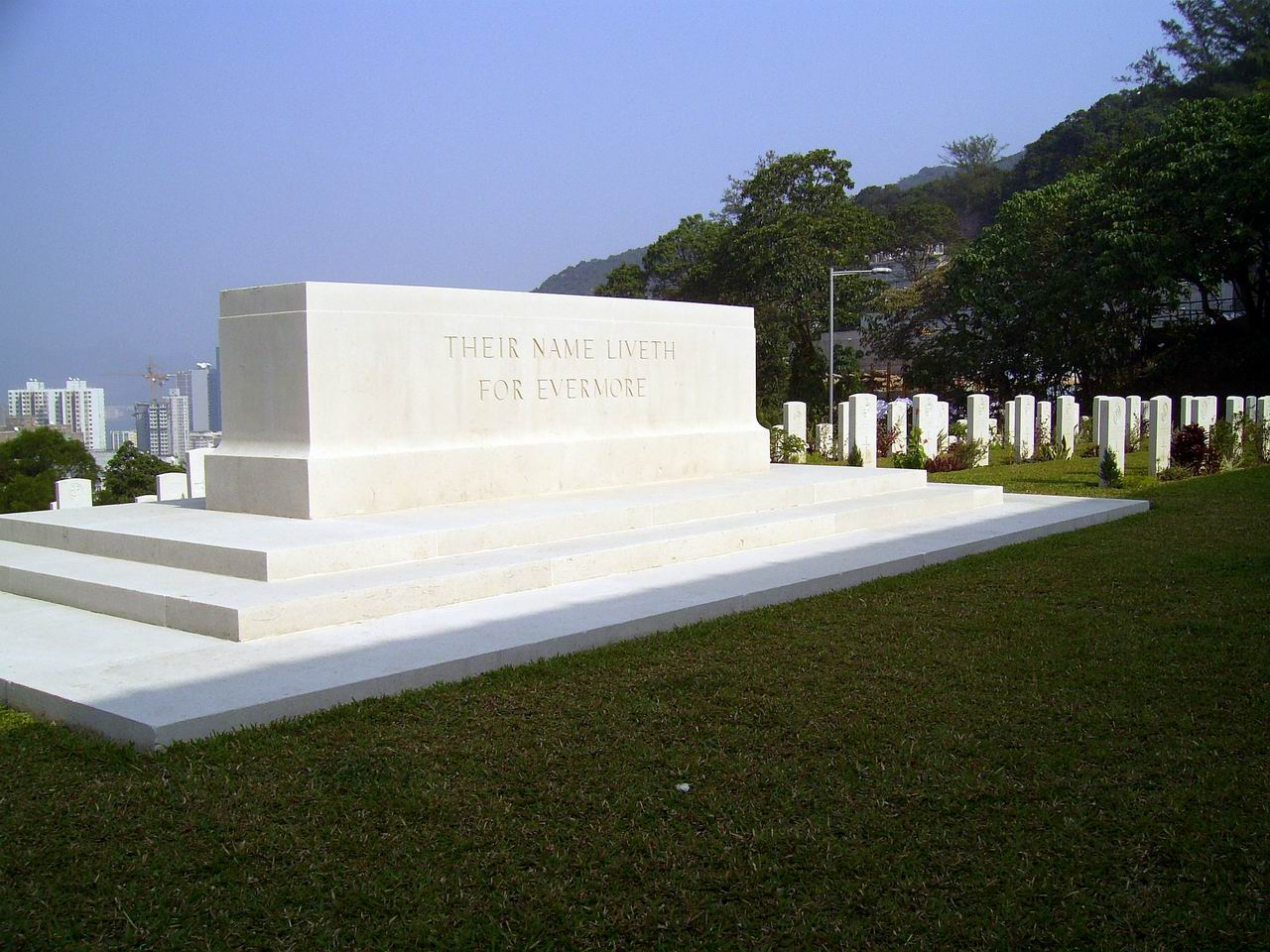
La pierre du souvenir.
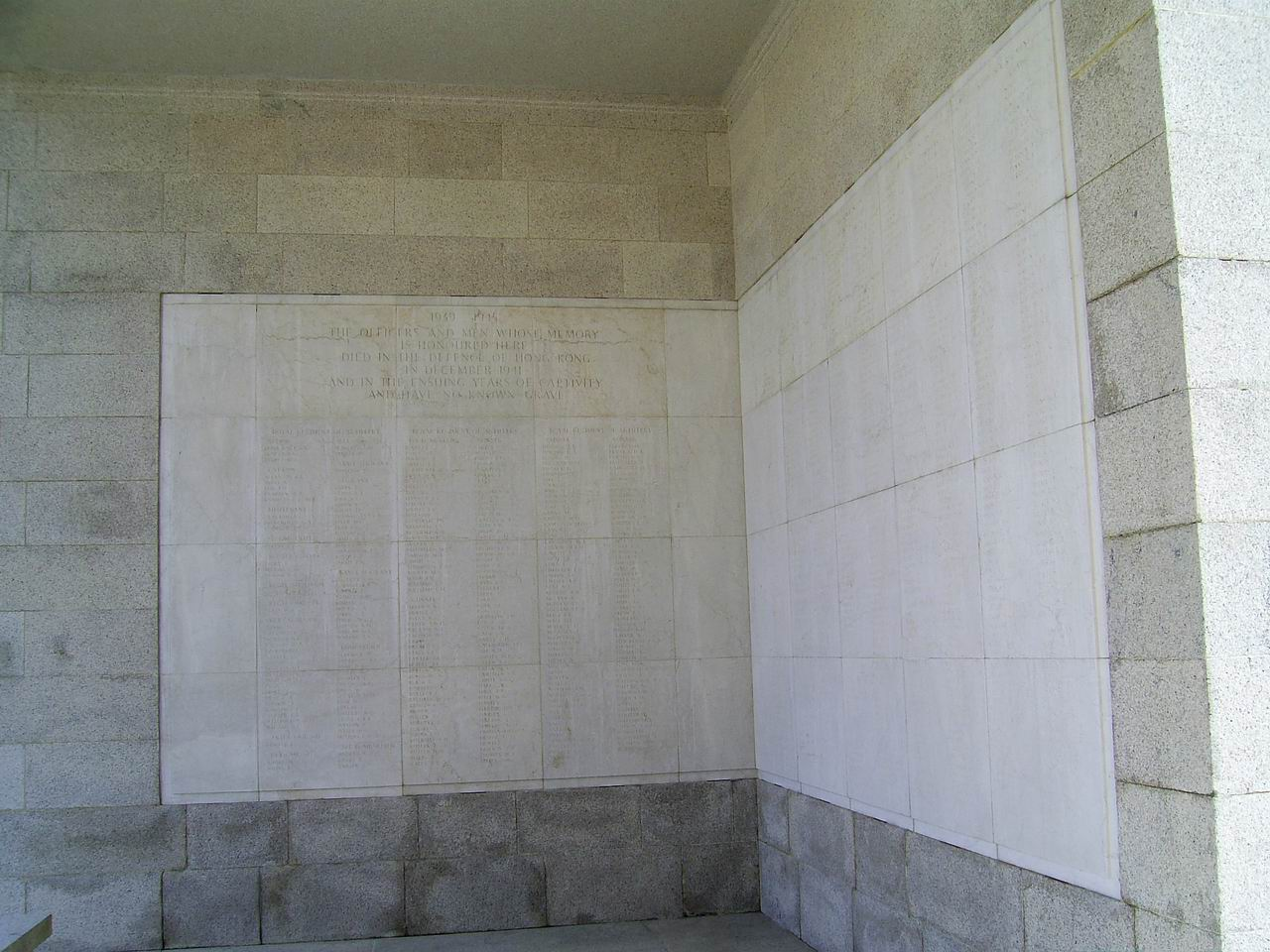
Les panneaux commémoratifs.
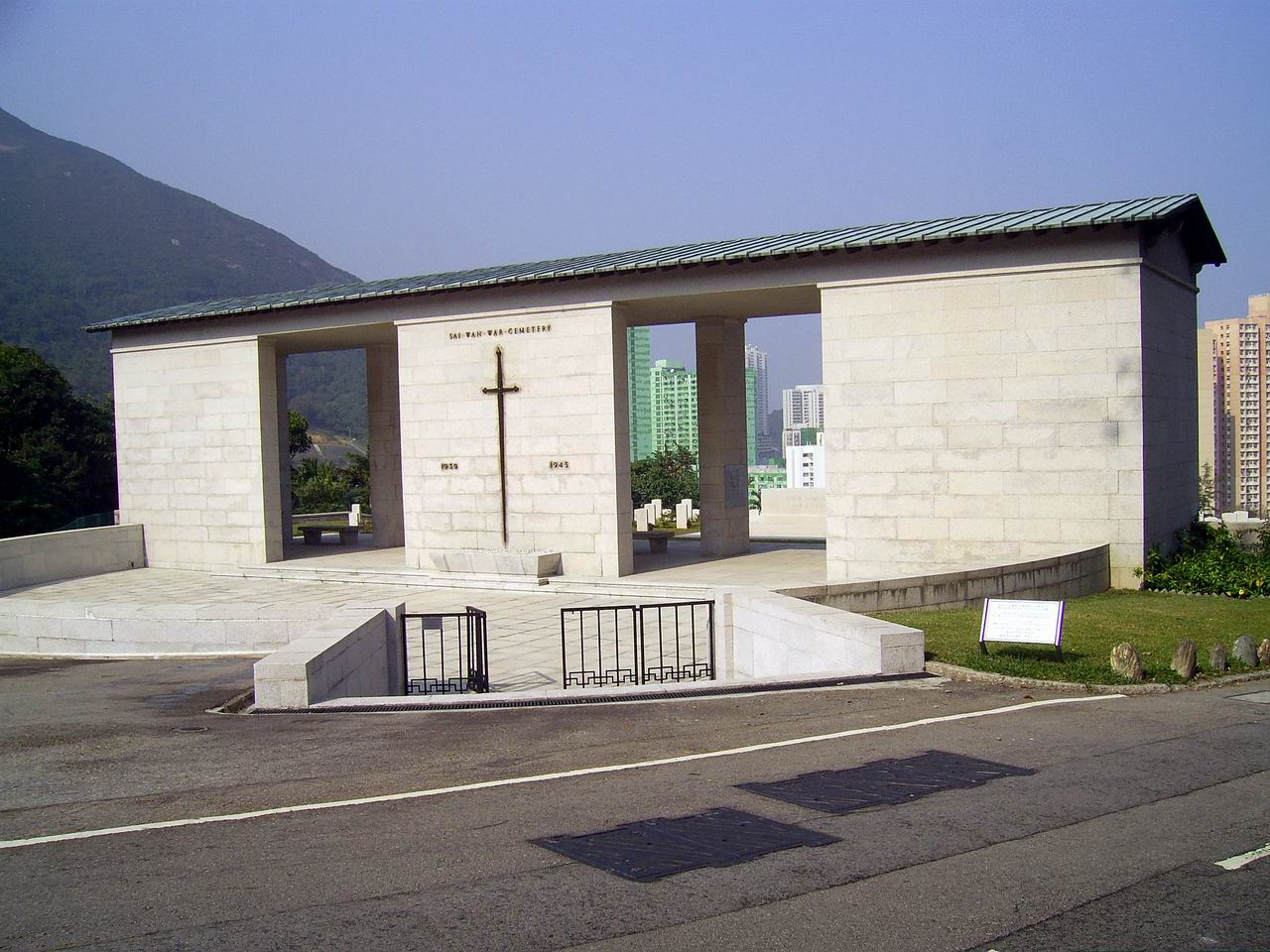
Entrée du cimetière Sai Wan.
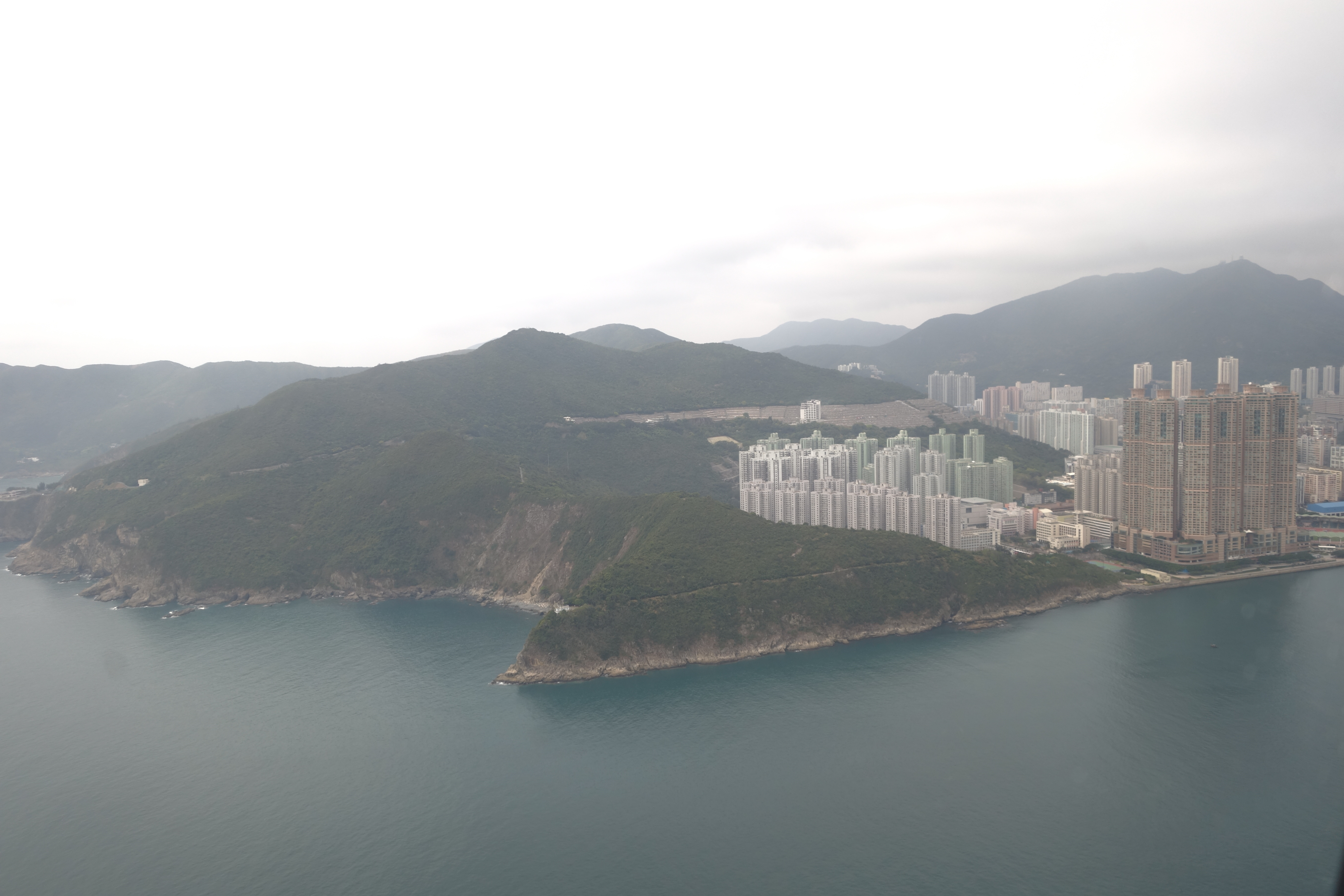
Vue aérienne du cap Collinson, Siu Sai Wan (en) et du versant ouest du pic Pottinger.